# 百加雞

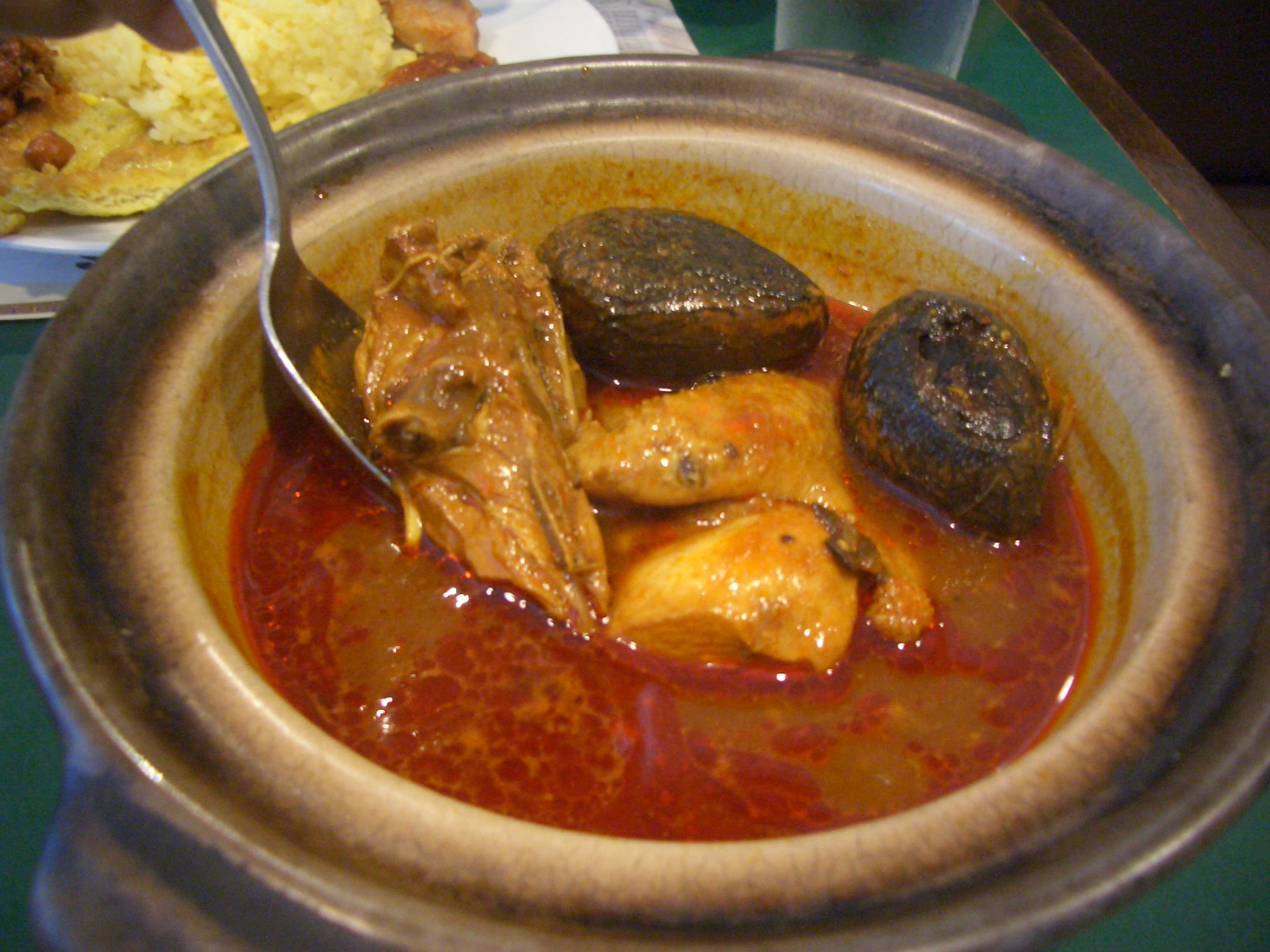
菜肴百加雞

百加雞是一道娘惹菜。用包括印尼黑果等大量秘製香料烹製，傳統上要再浸一晚至翌日進食。
百加鸡是一道著名的霹雳州菜，在印度尼西亚、马来西亚和新加坡的菜肴中都可以找到。keluak和罗望子肉汁是最重要的成分，它是最耗时的霹雳州菜之一。辛辣的肉汁由几种香料组成，包括糖果、姜黄、辣椒、高良姜和蝦醬。香茅和Keluak的肉将在肉汁被炒香后被加入。然后将部分混合物与鸡肉混合并填回keluak坚果，将其余的混合物与鸡汤和罗望子汁制成浓汁。这道菜通常与米饭一起食用。通常情况下，人们会把鸡肉、肉汁和keluak坚果中的混合物吃掉。